# اینترناتسیونال (شهرستان نوکت)
اینترناتسیونال (به زبان قرقیزی: Интернационал، ‌ىنتەرناسىونال) یک روستا در قرقیزستان است که در شهرستان نوکت واقع شده‌است. اینترناتسیونال ۲٬۵۵۲ نفر جمعیت دارد و ۱٬۲۸۵ متر بالاتر از سطح دریا واقع شده‌است.